# Frank Meyer
Frank Straus Meyer (Newark, 9 maggio 1909 – Woodstock, 1º aprile 1972) è stato un filosofo, politologo conservatore statunitense, meglio conosciuto per avere elaborato una teoria originale denominata fusionismo, filosofia politica che unisce elementi libertari, tradizionalisti e conservatori.

## Primi anni
Meyer si formò frequentando le Università di Princeton ed Oxford ed in seguito proseguendo gli studi alla London School of Economics ed all'Università di Chicago. Sono di questo periodo i primi contatti col comunismo, che lo avrebbero condotto all'ateismo ed all'adesione al Partito Comunista degli Stati Uniti d'America, al quale rimarrà iscritto per almeno dieci anni. 
Verso la fine del Secondo conflitto mondiale però maturò in lui una profonda crisi culturale e spirituale, che più in avanti lo porterà a convertirsi da ateo a cristiano, e che, avendolo progressivamente allontanato dall'ideologia marxista, lo indusse ad uscire dal Partito Comunista e ad accostarsi al nascente movimento conservatore. 
Dopo un po' queste sue nuove scelte trovarono compiuta espressione nell'attiva collaborazione alla National Review, periodico portavoce del conservatorismo, da poco fondato da William F. Buckley jr.. In poco tempo la sua firma divenne una delle più prestigiose ed apprezzate della rivista, per la quale si mise a curare anche una rubrica personale, Principles and Heresies, in cui non si asteneva dal dissertare su qualsiasi questione, anche quelle di politica più minuta.

## Scritti
Nel 1961 pubblicava il suo primo libro, The Moulding of Communists e l'anno successivo il secondo, In Defense of Freedom: A Conservative Credo, che rimane la sua opera più nota e quella che contiene i fondamenti della teoria fusionista.
Nel 1964 curò il volume What Is Conservatism?, nel quale i maggiori intellettuali conservatori americani si confrontavano sul senso di quella espressione culturale, evidenziando profonde differenze, ma nel contempo fornendo al fusionismo ulteriori preziosi materiali e spunti.
Nello stesso anno divenne condirettore dell'American conservative Union ed appena un anno più tardi consigliere della Philadelphia Society, ambedue importanti associazioni dell'élite culturale conservatrice. 
Nel 1968 fu uno dei principali sostenitori della candidatura di Richard Nixon alla presidenza e sempre nello stesso anno diede alle stampe The Conservative Mainstream, con l'intento di raffinare e rafforzare l'idea fusionista. Dopo l'apertura di Nixon alla Cina, Meyer da sponsor si trasformò in critico, non condividendola, ed iniziò una vigorosa campagna contro il presidente che pure aveva precedentemente appoggiato.